# Fredericksburg, Texas

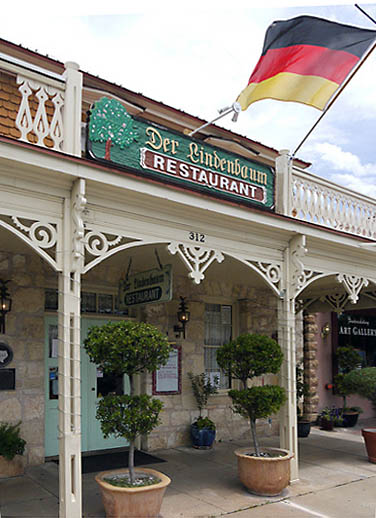
Der Lindenbaum

Fredericksburg är en stad i den amerikanska delstaten Texas med en yta av 17,2 km² och en folkmängd som uppgår till 11 305 invånare (2009). Fredericksburg är administrativ huvudort i Gillespie County. 

## Historia
Fredericksburg grundades 1846 av John O. Meusebach, ursprungligen en preussisk byråkrat och baron Otfried Hans von Meusebach, som namngav orten efter en preussisk prins. Många av de ursprungliga invånarna var tyska invandrare och de kallade orten på tyska Friedrichsburg, varifrån också härstammar ortens gamla smeknamn Fritztown. Då amerikanska inbördeskriget bröt ut år 1861 var de flesta av ortens invånare emot Texas utträde ur USA. Många av dem hade flytt efterdyningarna av revolutionsåret 1848 och företrädde liberala politiska åsikter.

## Kommunikationer
Flygplatsen Gillespie County Airport ungefär 5 km sydväst från Fredericksburg togs i bruk år 1947.

## Kända personer från Fredericksburg
- Chester W. Nimitz, amiral

## Vänorter
- Montabaur, Tyskland